# Dysschema viuda
Dysschema viuda là một loài bướm đêm thuộc phân họ Arctiinae, họ Erebidae.